# Igor Ardašev
Igor Ardašev, né à Brno le 2 août 1967, est un pianiste tchèque.
Il fit ses études au conservatoire de Brno comme élève de Inessa Janíčková, et continua ses études à l'Académie Janáček des arts musicaux. Il a reçu le 5e prix  du Concours international Tchaïkovski en 1986 et le 3e prix au Festival du Printemps de Prague en 1988. Il fut ensuite récompensé en 1990 lors du concours Maria Callas, en 1991 au Concours musical international Reine-Élisabeth-de-Belgique (6e) et en 1995 au Concours international Marguerite-Long-Jacques-Thibaud (4e).
Ardašev est un pianiste international depuis 1990. Il fait des tournées et récitals en Europe, Amérique et Japon. Il travaille également pour le label tchèque Supraphon, pour lequel il a enregistré principalement des transcriptions de musique orchestrale tchèque pour duo de piano avec sa femme Renata Ardaševová. Ardašev a également travaillé avec le célèbre pianiste Rudolf Firkušný.